# Dieter Cappelle
Dieter Capelle (Izegem, 24 september 1983) is een Belgisch voormalig wielrenner. Hij reed voor onder meer Willems Verandas, Palmans-Cras en Landbouwkrediet. In 2001 was Capelle tweede op het Belgische kampioenschap voor junioren.

## Belangrijkste overwinningen
2007
- 2e etappe Tweedaagse van de Gaverstreek

2009
- Gooikse Pijl

## Resultaten in voornaamste wedstrijden
| Jaar | Ronde van Italië | Ronde van Frankrijk | Ronde van Spanje |
| ---- | ---------------- | ------------------- | ---------------- |
| 2011 |                  |                     |                  |

| Jaar | Gent-Wevelgem | Luik-Bast.‑Luik |
| ---- | ------------- | --------------- |
| 2011 | 98e           | opgave          |

## Ploegen
- 2007-Unibet.com Continental Team
- 2008-Willems Verandas (tot 13/05)
- 2008-Landbouwkrediet-Tönissteiner (stagiair)
- 2009-Palmans-Cras
- 2010-Willems Verandas
- 2011-Veranda's Willems-Accent

Cappelle · De Wilde · De Zutter · Ennekens · François · Hoornaert · Meeusen · Moerman · Standaert · Van Braeckel · van Heeswijk · Van Loocke · Van Moer · Vanhuffel
Amorison · Bellemakers · Boucher · A. Capelle · Clancy · De Waele · Delfosse · Gourgue · Kleynen · Kuyckx · Manning · Meirhaeghe · Neirynck · Nys · Peeters · Scheirlinckx · Sijmens · Stannard · Steels · Van Mechelen · Cappelle (stagiair) · Coomans (stagiair) · Hanseeuw (stagiair)
A.Cappelle · D.Cappelle · Coomans · De Wilde · François · Helminen · Hoornaert · Huys · Mortelmans · Omloop · Van Der Schueren · Vanbecelaere · Vangheel · Zen
D.Cappelle · A.Cappelle · Collaers · De Wilde · Degand · Habeaux · Paquet · Polazzi · Renders · Stenuit · Van Den Bossche · Van den Houte · van Dijk · Van Melsen · Vangenechten · Vanlandschoot
Caethoven · D.Cappelle · De Vocht · De Wilde · Degand · Drucker · Goris · Habeaux · Kemp · Scheirlinckx · Schmitz · Van den Houte · van Dijk · Van Goolen · van Groen · Van Melsen · Vanlandschoot · Venter · Verbist · Vernaeckt · Hollander (stagiair) · Van Den Noortgate (stagiair)